# Oberheim Electronics
Oberheim Electronics is een Amerikaans fabrikant van synthesizers en verwante elektronische instrumenten. Het bedrijf werd opgericht in 1969 door Tom Oberheim.

## Geschiedenis
Oberheim begon als fabrikant van elektronische apparatuur en werd dealer van ARP Instruments. Hij maakte op verzoek van klanten aanvullende apparatuur voor synthesizers, zoals de DS-2 (sequencer) en de SEM (uitbreidingsmodule).
In 1979 bracht hij de OB-X uit, een analoge polyfone synthesizer die door vele artiesten in die tijd werd gebruikt in hun muziek. Een populair nummer met de OB-X is "Jump" van de band Van Halen. Oberheim produceerde synthesizers tot eind jaren 80.
Oberheim Electronics ging failliet en werd in 1985 overgenomen door een groep advocaten die de naam veranderden in Oberheim ECC. Tom Oberheim was nog in dienst maar verliet enkele jaren later zijn bedrijf en richtte Marion Systems op. Na een tweede faillissement in 1988 werd Oberheim Electronics overgenomen door de Gibson Guitar Corporation.
De merknaam kwam later in handen van de Italiaanse orgelbouwer Viscount International. Onder deze vlag werden enkele innovatieve instrumenten ontwikkeld, zoals de OB-12, GM-1000 en MC-serie keyboards.
Tijdens de NAMM Show in 2016 kondigde Tom Oberheim een samenwerking aan met Dave Smith Instruments voor het produceren van de OB-6, een hybride synthesizer met analoge VCO's en digitale filters en effecten.

## Producten
- DS-2, sequencer (1972)
- SEM, analoge synthesizermodule (1974)
- OB-1, monofone synthesizer (1978)
- OB-X, polyfone synthesizer (1979)
- OB-Xa, polyfone synthesizer (1980)
- DMX, drumcomputer (1980)
- OB-8, polyfone synthesizer (1983)
- Matrix-12, polyfone synthesizer met uitbreiding (1985)
- Matrix-6, polyfone synthesizer (1986)
- DPX-1, sampler (1987)
- Matrix-1000, soundmodule (1988)
- OB-Mx, modulaire synthesizer (1994)
- OB-12, virtueel analoge synthesizer (2000)
- OB-X8, combinatie van de synthesizers OB-X, OB-Xa en OB-8 (2022)

## Bekende gebruikers
De muziekinstrumenten werden onder andere gebruikt door de artiesten Simple Minds, Mike Oldfield, Joe Zawinul, Trent Reznor, Prince, Jimmy Jam, Jean-Michel Jarre en NTRSN.